# Miss Universo 2013
Miss Universo 2013, la 62.ª edición del concurso Miss Universo, se llevó a cabo en el Crocus City Hall en Krasnogorsk, Moscú (Rusia) el 9 de noviembre de 2013.
Representantes provenientes de ochenta y seis países y territorios compitieron por el título en esta edición del concurso. Al final del evento, Miss Universo 2012, Olivia Culpo de Estados Unidos, coronó como su sucesora a Gabriela Isler de Venezuela. Es la séptima victoria de Venezuela, después de las de 1979, 1981, 1986, 1996, 2008 y 2009.
El concurso fue presentado por Thomas Roberts y Mel B; como corresponsal tras bambalinas actuó Jeannie Mai. El cantante azerbaiyano Emin Agalarov, la banda de pop rock estadounidense Panic! at the Disco y el cantautor estadounidense Steven Tyler se encargaron del entretenimiento.

## Antecedentes

Crocus City Hall, recinto sede de Miss Universo 2013

### Sede y fecha
En mayo de 2013, la Organización Miss Universo estaba en conversaciones para organizar la competencia de 2013 en Rusia después de que Emin Agalarov, hijo de Aras Agalarov y vicepresidente de Crocus Group, filmara su último video musical en Los Ángeles con Miss Universo 2012 Olivia Culpo como su coprotagonista. Paula Shugart, presidenta de Miss Universo en ese momento, planteó la idea de organizar la edición de 2013 del concurso en Rusia. Agalarov rápidamente estuvo de acuerdo en pagar $20 millones a cambio de que Donald Trump llevara la competencia de 2013 a Rusia. Después de cuatro semanas del rodaje del video de Emin Agalarov con Olivia Culpo, Donald Trump estuvo de acuerdo en que el concurso se llevara a cabo en Moscú, en el complejo Crocus City, propiedad de la familia Agalarov.
El 16 de junio de 2013, durante el concurso de Miss USA 2013 en Las Vegas, Trump, propietario de la Organización Miss Universo, y Miss Universo 2012 Olivia Culpo anunciaron que el concurso de 2013 tendría lugar en Moscú, el 9 de noviembre de 2013. El anuncio llegó después de que Rob Goldstone, mánager musical del cantante ruso Emin Agalarov, publicara en Facebook diciendo: «Reunión divertida con Donald Trump». Después del anuncio, el presidente del Grupo Crocus, Agalarov, y su hijo Emin se unieron a Trump en el escenario para firmar el contrato oficial.
En 2016, Donald Trump aún estaba involucrado en la controversia en curso relacionada con el concurso de belleza en Rusia y las actividades alegadas en el dossier Steele.

### Presentadores
El 15 de agosto de 2013, Andy Cohen, quien es abiertamente gay, declinó copresentar el concurso debido a la reciente adopción de leyes anti-gay en el país. También se inició una petición en Internet para que la organización reubicara el concurso desde Moscú debido a estas leyes y también por preocupaciones sobre derechos humanos. El presentador de MSNBC Thomas Roberts, también abiertamente gay, asumió las tareas de presentación. Aunque condenó a Rusia por su ley anti-gay, expresó su creencia de que su presencia en Rusia sería una declaración más efectiva contra la homofobia rusa que hacer un boicot.

### Selección de candidatas

#### Reemplazos
Denise Garrido originalmente fue coronada como Miss Universo Canadá 2013, pero le quitaron su corona después de unas horas cuando la organización descubrió que había un «error tipográfico» cuando las calificaciones escritas a mano de los jueces se transfirieron a un programa de computadora que determina los resultados. La ganadora oficial fue Riza Santos, quien anteriormente había sido primera finalista, mientras que Garrido ocupó el puesto de tercera finalista.
Hinarani de Longeaux, la primera finalista de Miss Francia 2013, fue designada para representar a Francia después de que Marine Lorphelin, Miss Francia 2013, ocupara el puesto de primera finalista en Miss Mundo 2013 y, por lo tanto, no fuera elegible para competir. Ana Vrcelj, la segunda finalista de Miss Serbia 2012, reemplazó a Aleksandra Doknić como Miss Universo Serbia 2013 después de que Doknić reemplazara a Nikolina Bojić como Miss Serbia 2012 debido a que estaba casada.

#### Debuts, regresos y retiros
La edición de 2013 vio el debut de Azerbaiyán y los regresos de Austria, Birmania, Eslovenia, Kazajistán y las Islas Turcas y Caicos. Birmania compitió por última vez en 1961, Austria compitió por última vez en 2004, mientras que los demás compitieron por última vez en 2011. Albania, Chipre, Georgia, Irlanda, las Islas Caimán, Kosovo, Montenegro, Santa Lucía y Uruguay se retiraron. Mirjeta Shala de Kosovo se retiró porque su visa fue denegada por Rusia, ya que no reconoce a Kosovo como un país independiente. La retirada de Shala provocó la retirada de Miss Universo Albania, Fioralba Dizdari, del concurso por razones políticas. Janet Kerdikoshvili de Georgia se retiró debido a problemas de salud inesperados. Sin embargo, tanto Kerdikoshvili como Shala compitieron en Miss Universo 2015. Nikoleta Jovanović de Montenegro se retiró porque no cumplía con los requisitos mínimos de edad, y Micaela Orsi de Uruguay se retiró debido a problemas internos entre ella y su organización nacional, y falta de apoyo por parte de esta. Chipre, Irlanda, Islas Caimán y Santa Lucía se retiraron después de que sus respectivas organizaciones no lograron realizar un concurso nacional o designar a una candidata.

## Resultados

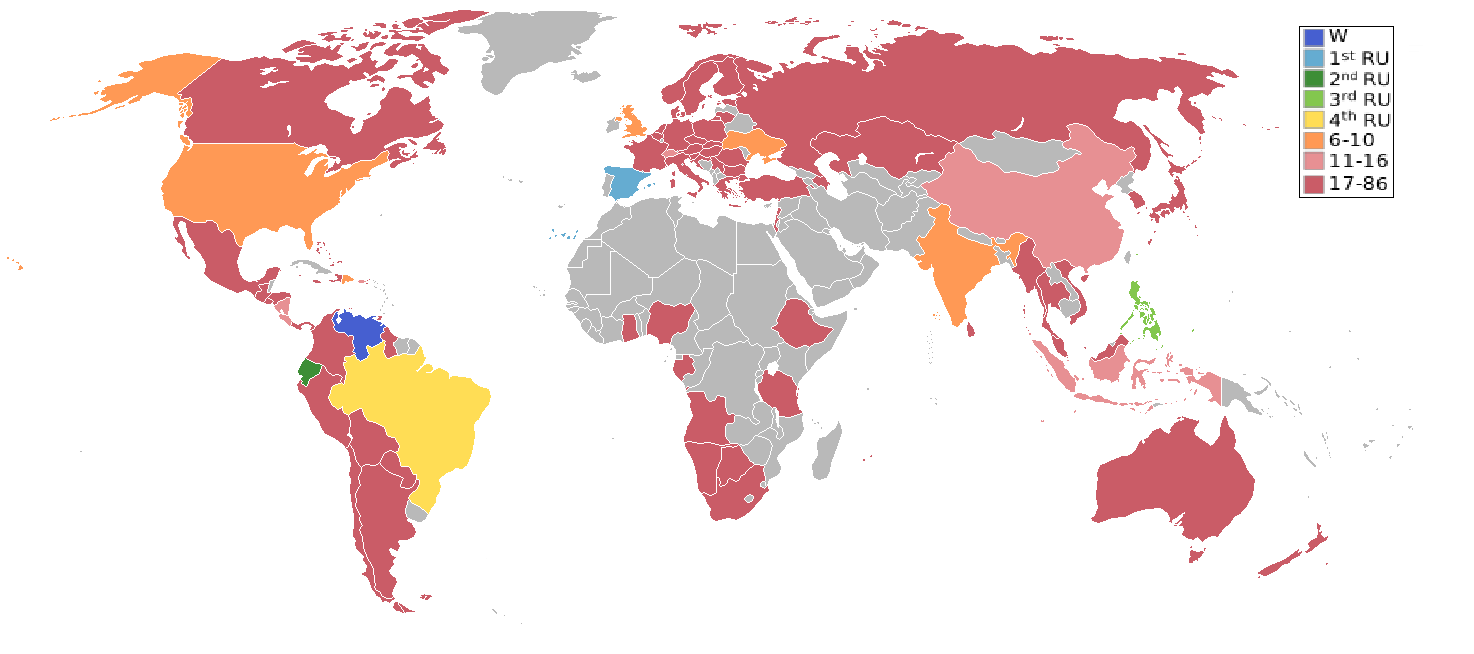
Países y territorios que enviaron candidatas y resultados para Miss Universo 2013

### Clasificación final
La ganadora, las finalistas, las semifinalistas y las cuartofinalistas son las siguientes candidatas:
| Posición                  | Candidata |
| ------------------------- | --- |
| Miss Universo 2013        | - Venezuela - Gabriela Isler |
| Primera finalista         | - España - Patricia Rodríguez |
| Segunda finalista         | - Ecuador - Constanza Báez |
| Tercera finalista         | - Filipinas - Ariella Arida Δ |
| Cuarta finalista          | - Brasil - Jakelyne Oliveira |
| Semifinalistas (Top 10)   | - Estados Unidos - Erin Brady - Gran Bretaña - Amy Willerton - India - Manasi Moghe - República Dominicana - Yaritza Reyes - Ucrania - Olga Storozhenko                       |
| Cuartofinalistas (Top 16) | - China - Jin Ye - Costa Rica - Fabiana Granados - Indonesia - Whulandary Herman - Nicaragua - Nastassja Bolívar - Puerto Rico - Monic Pérez - Suiza - Dominique Rinderknecht |

- Δ Elegida para el Top 16 por votación del público

#### Puntajes finales
En lugar de ser transmitidos por televisión como era habitual, los resultados del jurado se publicaron a través de la aplicación «You Be The Judge». Esta plataforma permitió al público participar en línea y evaluar en tiempo real a cada una de las candidatas durante las tres etapas de la competencia. Los espectadores que utilizaron la aplicación tuvieron acceso exclusivo a las puntuaciones oficiales de los jueces en la final del concurso.
| País/Territorio      | Traje de baño | Traje de noche | Promedio   |
| -------------------- | ------------- | -------------- | ---------- |
| Venezuela            | 9.417 (2)     | 9.727 (1)      | 9.572 (1)  |
| España               | 9.217 (3)     | 9.545 (3)      | 9.381 (2)  |
| Ecuador              | 8.867 (7) Δ   | 9.583 (2)      | 9.225 (3)  |
| Filipinas            | 9.430 (1)     | 8.933 (9)      | 9.182 (5)  |
| Brasil               | 9.200 (4)     | 9.227 (6)      | 9.214 (4)  |
| Estados Unidos       | 9.033 (5)     | 9.182 (7)      | 9.108 (6)  |
| Ucrania              | 8.867 (7) Δ   | 9.308 (4)      | 9.088 (7)  |
| Gran Bretaña         | 8.917 (6)     | 9.250 (5)      | 9.084 (8)  |
| República Dominicana | 8.792 (10)    | 9.082 (8)      | 8.937 (9)  |
| India                | 8.867 (7) Δ   | 8.433 (10)     | 8.650 (10) |
| Costa Rica           | 8.717 (11)    |                |            |
| Puerto Rico          | 8.633 (12)    |                |            |
| Indonesia            | 8.433 (13)    |                |            |
| Suiza                | 8.333 (14)    |                |            |
| China                | 8.267 (15)    |                |            |
| Nicaragua            | 8.017 (16)    |                |            |

Δ Empate en las puntuaciones

### Premios especiales
| Premio                           | Candidata                     |
| -------------------------------- | ----------------------------- |
| Ice Princess (princesa de hielo) | - Filipinas - Ariella Arida   |
| Miss Fotogénica                  | - Polonia - Paulina Krupińska |
| Miss Simpatía                    | - China - Jin Ye              |

#### Mejor traje nacional

Nastassja Bolívar, Miss Nicaragua, en su traje nacional

La ganadora y las cuatro finalistas del premio al mejor traje nacional son las siguientes candidatas:
| Premio               | Candidata                              |
| -------------------- | -------------------------------------- |
| Mejor traje nacional | - Nicaragua - Nastassja Bolívar        |
| Primera finalista    | - Trinidad y Tobago - Catherine Miller |
| Segunda finalista    | - Rusia - Elmira Abdrazakova           |
| Tercera finalista    | - Indonesia - Whulandary Herman        |
| Cuarta finalista     | - Japón - Yukimi Matsuo                |

## El concurso

### Formato
Al igual que en Miss Universo 2011, se eligieron quince cuartofinalistas a través de la competencia preliminar, que estuvo compuesta por las competencias de traje de baño y traje de noche, y entrevistas a puerta cerrada. La votación por Internet todavía estaba en implementación, con los fanáticos pudiendo votar por otra candidata para avanzar a los cuartos de final, lo que hizo que el número de cuartofinalistas fuera dieciséis. La ganadora de la votación de los fanáticos no se reveló durante la transmisión final. Las dieciséis cuartofinalistas compitieron en la competencia de traje de baño y luego se redujeron a las diez semifinalistas. Las diez semifinalistas compitieron en la competencia de traje de noche y luego se redujeron a las cinco finalistas. Las cinco finalistas compitieron en la ronda de preguntas y respuestas y la última pasada (final look).

### Panel de jueces

#### Competencia preliminar
El panel de jueces de la competencia preliminar estuvo conformado por las siguientes siete personas:
- Irina Agalarova, ícono de la moda rusa
- Corinne Nicolas, veterana de la industria del modelaje
- David Perozzi, productor y periodista nominado al Emmy
- Alicia Quarles, corresponsal de E! News en Nueva York
- Gabriel Rivera-Barraza, publicista de moda y filántropo
- Jose Sariego, vicepresidente sénior de asuntos comerciales y legales de Telemundo Media
- Elena Semikina, Miss Universo Canadá 2010

#### Competencia final
El panel de jueces de la competencia final estuvo conformado por las siguientes ocho personas:
- Carol Alt, modelo y actriz estadounidense, presentadora del programa de Fox News A Healthy You & Carol Alt
- Italo Fontana, relojero italiano, fundador de U-Boat Watches
- Filipp Kirkórov, cantante pop ruso
- Tara Lipinski, patinadora artística estadounidense retirada, medallista de oro de los Juegos Olímpicos de Invierno de 1998
- Nobu Matsuhisa, chef y restaurador japonés famoso
- Farouk Shami, empresario palestino-estadounidense, fundador de la empresa de productos profesionales para el cuidado del cabello Farouk Systems
- Steven Tyler, vocalista principal de Aerosmith, exjuez de American Idol
- Anna Vialítsyna, modelo rusa, entrenadora del programa The Face

## Candidatas
Ochenta y seis candidatas compitieron por el título.
| País/Territorio           | Candidata              | Edad | Ciudad natal            |
| ------------------------- | ---------------------- | ---- | ----------------------- |
| Alemania                  | Anne-Julia Hagen       | 23   | Berlín                  |
| Angola                    | Vaumara Rebelo         | 22   | Luanda                  |
| Argentina                 | Brenda González        | 20   | Rosario                 |
| Aruba                     | Stefanie Evangelista   | 24   | San Nicolaas            |
| Australia                 | Olivia Wells           | 19   | Melbourne               |
| Austria                   | Doris Hofmann          | 23   | Steyr                   |
| Azerbaiyán                | Aysel Manafova         | 23   | Bakú                    |
| Bahamas                   | Lexi Wilson            | 22   | Nasáu                   |
| Bélgica                   | Noémie Happart         | 20   | Lieja                   |
| Birmania                  | Moe Set Wine           | 25   | Rangún                  |
| Bolivia                   | Alexia Viruez          | 19   | Santa Cruz de la Sierra |
| Botsuana                  | Tsaone Macheng         | 24   | Gaborone                |
| Brasil                    | Jakelyne Oliveira      | 20   | Rondonópolis            |
| Bulgaria                  | Veneta Krasteva        | 21   | Sofia                   |
| Canadá                    | Riza Santos            | 27   | Calgary                 |
| Chile                     | María Jesús Matthei    | 21   | Santiago                |
| China                     | Jin Ye                 | 25   | Pekín                   |
| Colombia                  | Lucía Aldana           | 21   | Cali                    |
| Corea del Sur             | Kim Yu-mi              | 23   | Seúl                    |
| Costa Rica                | Fabiana Granados       | 23   | Hojancha                |
| Croacia                   | Melita Fabečić         | 18   | Zagreb                  |
| Curazao                   | Eline de Pool          | 19   | Willemstad              |
| Dinamarca                 | Cecilia Iftikhar       | 26   | Copenhague              |
| Ecuador                   | Constanza Báez         | 22   | Quito                   |
| El Salvador               | Alba Delgado           | 22   | San Salvador            |
| Eslovaquia                | Jeanette Borhyová      | 21   | Ivanka pri Dunaji       |
| Eslovenia                 | Nina Đurđević          | 22   | Maribor                 |
| España                    | Patricia Rodríguez     | 23   | Islas Canarias          |
| Estados Unidos            | Erin Brady             | 26   | East Hampton            |
| Estonia                   | Kristina Karjalainen   | 24   | Tallin                  |
| Etiopía                   | Mhadere Tigabe         | 19   | Adís Abeba              |
| Filipinas                 | Ariella Arida          | 24   | Alaminos                |
| Finlandia                 | Lotta Hintsa           | 25   | Helsinki                |
| Francia                   | Hinarani de Longeaux   | 23   | Tahití                  |
| Gabón                     | Jennifer Ondo          | 21   | Libreville              |
| Ghana                     | Hanniel Jamin          | 19   | Acra                    |
| Gran Bretaña              | Amy Willerton          | 21   | Londres                 |
| Grecia                    | Anastasia Sidiropoulou | 21   | Atenas                  |
| Guam                      | Alixes Scott           | 18   | Tumon                   |
| Guatemala                 | Paulette Samayoa       | 23   | Ciudad de Guatemala     |
| Guyana                    | Katherina Roshana      | 24   | Georgetown              |
| Haití                     | Mondiana Pierre        | 21   | Puerto Príncipe         |
| Honduras                  | Diana Schoutsen        | 26   | Tela                    |
| Hungría                   | Rebeka Kárpáti         | 19   | Budapest                |
| India                     | Manasi Moghe           | 22   | Bombay                  |
| Indonesia                 | Whulandary Herman      | 26   | Pariaman                |
| Israel                    | Titi Yityish Aynaw     | 22   | Netanya                 |
| Islas Vírgenes Británicas | Sharie De Castro       | 22   | Tórtola                 |
| Islas Turcas y Caicos     | Snwazna Adams          | 27   | Providenciales          |
| Italy                     | Luna Voce              | 25   | Crotone                 |
| Jamaica                   | Kerrie Baylis          | 25   | Kingston                |
| Japón                     | Yukimi Matsuo          | 26   | Kioto                   |
| Kazajistán                | Aygerim Kozhakanova    | 19   | Almaty                  |
| Líbano                    | Karen Ghrawi           | 22   | Beirut                  |
| Lituania                  | Simona Burbaitė        | 21   | Vilna                   |
| Malasia                   | Carey Ng               | 25   | Putrajaya               |
| Mauricio                  | Diya Beeltah           | 25   | Quatre Bornes           |
| México                    | Cynthia Duque          | 21   | Monterrey               |
| Namibia                   | Paulina Malulu         | 24   | Windhoek                |
| Países Bajos              | Stephanie Tency        | 23   | Ámsterdam               |
| Nueva Zelanda             | Holly Cassidy          | 22   | Auckland                |
| Nicaragua                 | Nastassja Bolívar      | 25   | Diriamba                |
| Nigeria                   | Stephanie Okwu         | 19   | Imo                     |
| Noruega                   | Mari Ekeløf            | 24   | Hamar                   |
| Panamá                    | Carolina Brid          | 23   | Veraguas                |
| Paraguay                  | Guadalupe González     | 21   | Asunción                |
| Perú                      | Cindy Mejía            | 26   | Lima                    |
| Polonia                   | Paulina Krupińska      | 26   | Varsovia                |
| Puerto Rico               | Monic Pérez            | 23   | Arecibo                 |
| República Checa           | Gabriela Kratochvílová | 23   | Chotěboř                |
| República Dominicana      | Yaritza Reyes          | 19   | Santo Domingo           |
| Rumania                   | Roxana Andrei          | 26   | Târgoviște              |
| Rusia                     | Elmira Abdrazakova     | 19   | Mezhduréchensk          |
| Serbia                    | Ana Vrcelj             | 20   | Belgrado                |
| Singapur                  | Shi Lim                | 25   | Bukit Batok             |
| Sudáfrica                 | Marilyn Ramos          | 22   | Klerksdorp              |
| Sri Lanka                 | Amanda Ratnayake       | 23   | Colombo                 |
| Suecia                    | Alexandra Friberg      | 19   | Estocolmo               |
| Suiza                     | Dominique Rinderknecht | 24   | Zúrich                  |
| Tanzania                  | Betty Omara            | 20   | Dar es-Salam            |
| Tailandia                 | Chalita Yaemwannang    | 25   | Bangkok                 |
| Trinidad y Tobago         | Catherine Miller       | 21   | Puerto España           |
| Turquía                   | Berrin Keklikler       | 19   | Estambul                |
| Ucrania                   | Olga Storozhenko       | 21   | Vínnitsa                |
| Venezuela                 | Gabriela Isler         | 25   | Valencia                |
| Vietnam                   | Trương Thị May         | 25   | Ciudad Ho Chi Minh      |

### Galería de candidatas

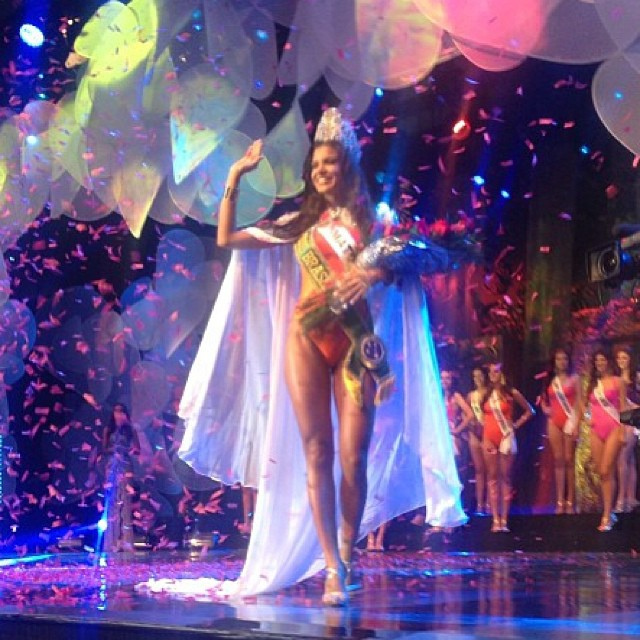
Miss Brasil
(Jakelyne Oliveira)

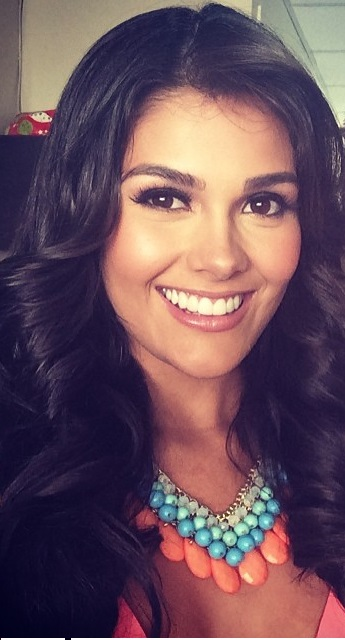
Miss Costa Rica
(Fabiana Granados)

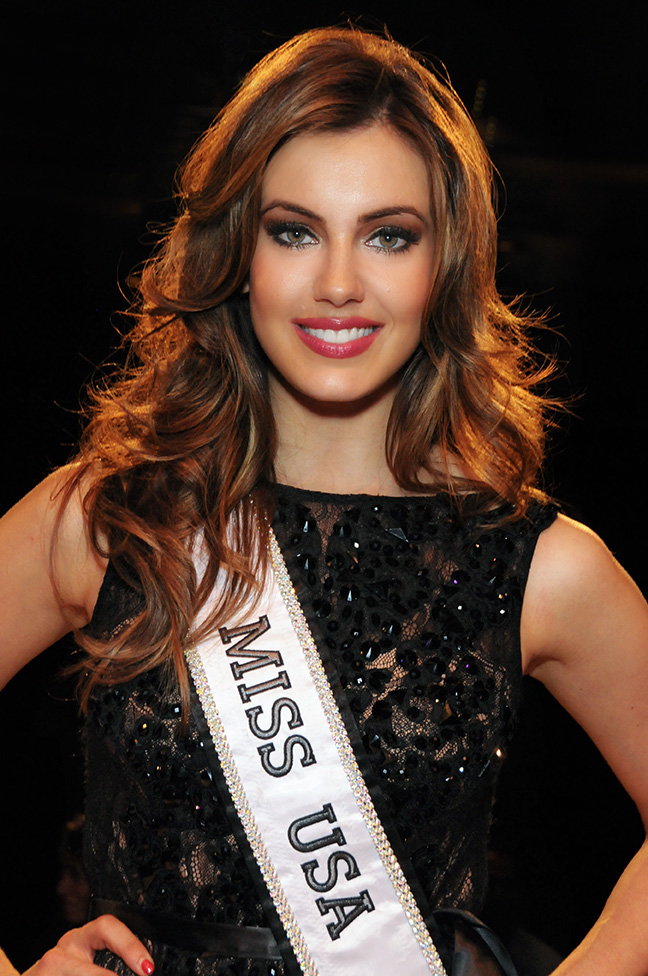
Miss Estados Unidos
(Erin Brady)

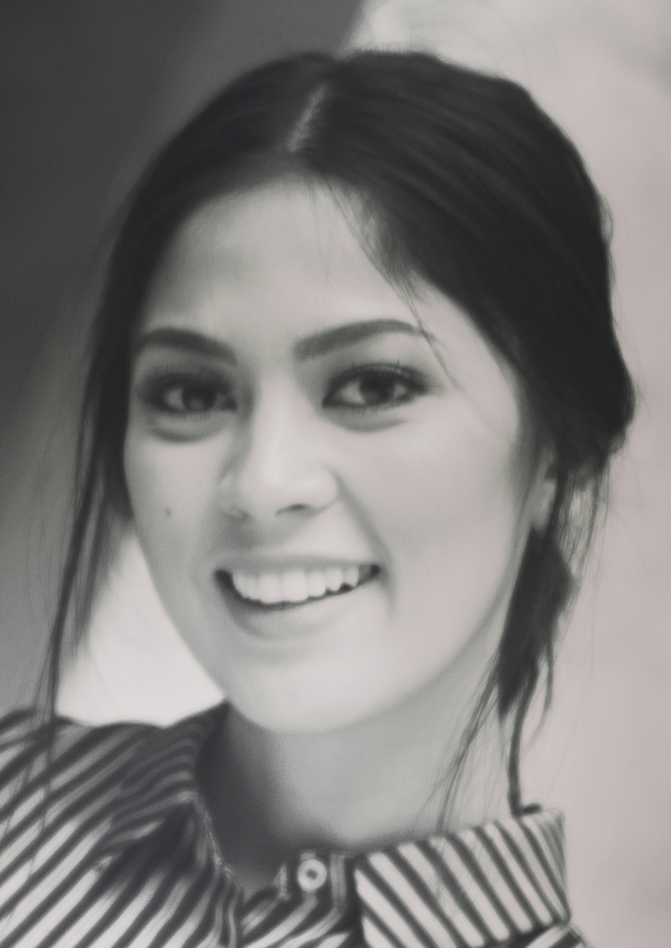
Miss Filipinas
(Ariella Arida)

Miss Nicaragua
(Nastassja Bolívar)

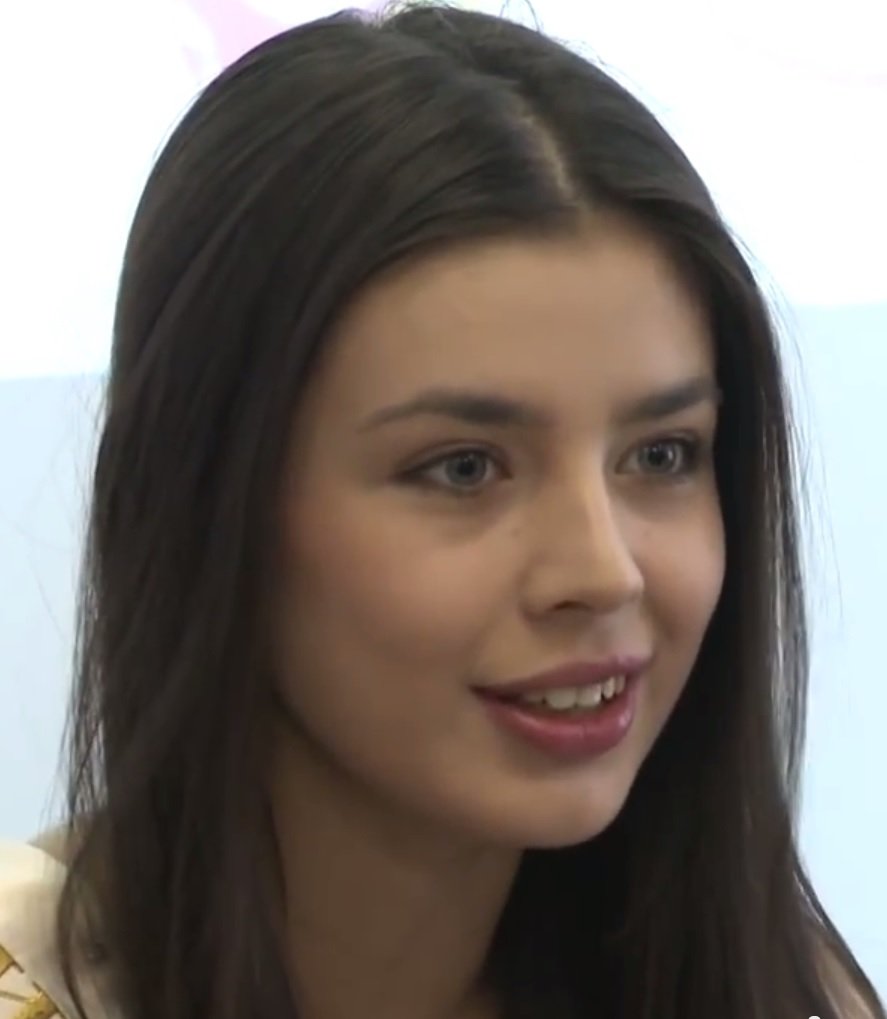
Miss Rusia
(Elmira Abdrazakova)

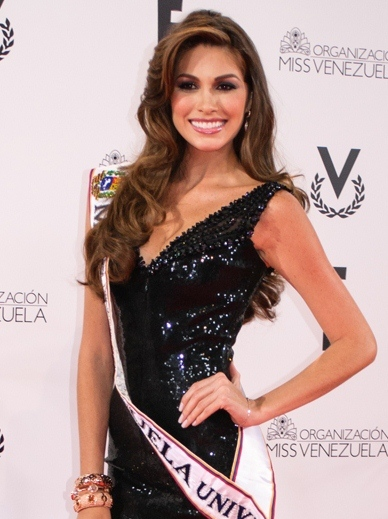
Miss Venezuela
(María Gabriela Isler)